# Mormonia cohaerens
Mormonia cohaerens är en fjärilsart som beskrevs av Schultz 1909. Mormonia cohaerens ingår i släktet Mormonia och familjen nattflyn. Inga underarter finns listade i Catalogue of Life.